# Károly Zay
Il conte Károly Zay de Csömör (Sopron, 12 febbraio 1797 – Bučany, 8 ottobre 1871) è stato un nobile e politico ungherese, che fu ispettore generale della Chiesa evangelica.

## Biografia
Nacque a Sopron nel 1797, figlio del tenente colonnello conte Imre Zay e di sua moglie, la baronessa Maria Calisch. Con la sua famiglia Karol Zay si occupò dei suoi possedimenti a Uhrovec e a Bučany. Nella Dieta ungherese dal 1825 in poi fu sempre nei ranghi dell'opposizione liberale. Era vicino alle posizioni del conte István Széchenyi, però quando Széchenyi si mosse gradualmente verso una tendenza più conservatrice, Károly Zay ne divenne rivale e il 1º ottobre 1844 vi fu uno scontro feroce tra loro sulla questione dell'emancipazione ebraica, poiché Zay richiedeva con forza la cittadinanza per gli ebrei. Lottò con discorsi e articoli di giornale per le sue idee liberali. Aveva grande autorità nella Dieta, tanto che fu uno dei quattro candidati alle elezioni palatine del 1847.
Dal febbraio al settembre del 1834 aveva impiegato Ľudovít Štúr, la principale personalità del Risorgimento slovacco, come scrivano per la sua amministrazione di Uhrovec, fino a quando la cattiva situazione finanziaria della sua famiglia lo obbligò a un periodo di studio a Presburgo, l'odierna Bratislava. Il conte Zay conosceva la statura morale e intellettuale di Štúr e tentò di coinvolgerlo nelle sue attività filomagiare, che avrebbero consentito al poeta slovacco di risolvere le difficoltà economiche e di avere una brillante carriera. Ma Štúr rifiutò recisamente queste offerte. 
Nel 1840 Zay fu nominato ispettore generale della Chiesa evangelica (luterana) del Regno d'Ungheria. Schierandosi contro Ľudovít Štúr perseguì soprattutto una radicale e intransigente politica filomagiara. Il suo obiettivo era quello di unire luterani e calvinisti.
Morì a Bučany nel 1871.